# Jomsvikingadrapan
Jomsvikingadrapan (Jómsvíkingadrápa) kallas en av Orkney-biskopen Bjarne Kolbeinsson (död 1222) författad äredikt i versmåttet drottkvätt över de i slaget vid Hjörungavåg kämpande jomsvikingarna. 
Dikten har ingen assonans i udda, halvassonans i jämna verser, vilken strofform kallas munnvarp, och omkvädets rader är skilda genom andra, vilket kallas klofastef. Sången lämnar det äldsta exemplet på att den berättande delen av dikten föregås av en till innehållet alldeles olikartad, elegisk inledning, eller en så kallad mansöngr. 
Jomsvikingadrapan är utgiven av C. af Petersens i Jomsvikingasaga (1879) och i Theodor Wiséns samling av Carmina norroena (1880). 